# Ennui (soneto)
"Ennui" é um soneto escrito por Sylvia Plath (1932-1963) e publicado pela primeira vez em novembro de 2006 na revista literária on-line  Blackbird. Sylvia Plath escreveu o soneto Petrarca “Ennui” durante seus anos de graduação no Smith College.

## Reação internacional
A primeira aparição de “Ennui” em impressão recebeu atenção internacional, de Nova Iorque a Nova Deli. Relatórios sobre o poema foram apresentados no New York Times, no Washington Post, no Guardian Unlimited, The International Herald Tribune e em outros jornais.